# Eurytoma hybrida
Eurytoma hybrida är en stekelart som beskrevs av Zerova 1978. Eurytoma hybrida ingår i släktet Eurytoma och familjen kragglanssteklar. Inga underarter finns listade i Catalogue of Life.